# Попов, Игорь Валентинович
И́горь Валенти́нович Попо́в (род. 25 июля 1954) — советский и российский дипломат. Чрезвычайный и полномочный посол (2013).

## Биография
Окончил МГИМО МИД СССР (1976). На дипломатической работе с 1981 года.
- В 2000—2005 годах — заместитель директора Первого департамента стран СНГ МИД России.
- С 15 июля 2005 по 17 июня 2010 года — чрезвычайный и полномочный посол Российской Федерации в Мозамбике[1][2].
- С 1 июня 2006 по 17 июня 2010 года — чрезвычайный и полномочный посол Российской Федерации в Свазиленде по совместительству[3][2].
- С 18 июня 2010 года — посол по особым поручениям МИД России.

## Награды
- Орден Дружбы (19 сентября 2019) — за большой вклад в реализацию внешнеполитического курса Российской Федерации и многолетнюю добросовестную дипломатическую службу[4]
- Медаль ордена «За заслуги перед Отечеством» II степени (21 сентября 2002) — за многолетнюю плодотворную работу и активное участие в проведении внешнеполитического курса Российской Федерации[5]

## Дипломатический ранг
- Чрезвычайный и полномочный посланник 2 класса (6 мая 2004)[6]
- Чрезвычайный и полномочный посланник 1 класса (18 сентября 2009)[7]
- Чрезвычайный и полномочный посол (9 апреля 2013)[8]